# Naratów
Naratów est une localité polonaise de la gmina de Niechlów, située dans le powiat de Góra en voïvodie de Basse-Silésie.